# 岡山県道419号日比港線
岡山県道419号日比港線（おかやまけんどう419ごう ひびこうせん）は、岡山県玉野市を通る一般県道である。

## 概要
玉野市の日比港と国道430号を結ぶ。

### 路線データ
- 起点：岡山県玉野市日比5丁目（日比港）
- 終点：岡山県玉野市日比3丁目（日比交差点、国道430号交点）
- 総延長：0.45 km

## 歴史
- 1973年（昭和48年）3月30日 - 岡山県告示第338号により認定される。

## 地理

### 通過する自治体
- 玉野市

### 交差する道路
| 交差する道路 | 交差する場所 | 交差する場所      |
| ------------ | ------------ | ----------------- |
| 国道430号    | 日比3丁目    | 日比交差点 / 終点 |

### 沿線
- 日比港
- 玉野市役所 日比市民センター
- 玉野市立第二日比小学校